# Fausto De Stefani
Fausto De Stefani (* 11. März 1952 in Asola) ist ein italienischer Extrembergsteiger.
Er ist der sechste Mensch, und der zweite Italiener nach Reinhold Messner, der alle Achttausender der Erde bestiegen hat, was ihm im Zeitraum von 1983 bis 1998 gelang, jedoch nicht generell anerkannt wird.
De Stefani und Sergio Martini behaupteten, 1998 den Lhotse bestiegen zu haben, aber am Tag des Aufstiegs herrschte Sturm und das Gipfelfoto war nicht ausreichend klar und eindeutig. Einige Tage später behauptete ein anderer Bergsteiger, er habe die beiden Italiener vor dem Gipfel anhalten gesehen, so dass De Stefanis Rekord nicht in den offiziellen Listen erscheint.
De Stefani begann das Bergsteigen mit achtzehn Jahren. 1972 wurde er Regional-Ausbilder für Klettern in Fels und Eis für den Italienischen Alpenverein (CAI). Zehn Jahre lang bewegte er sich hauptsächlich in den West- und den Zentralalpen, auf denen er neue Wege öffnete. Neunundzwanzigjährig wurde er 1981 Nationaler Bergsteiger-Ausbilder des CAI.
Seit 1981 war sein Interesse auf Himalaya und Karakorum gerichtet. Sein erster Achttausender war 1983 der K2. Er bestieg nacheinander alle höchsten Gipfel der Welt. Alle Besteigungen, mit Ausnahme der des Everests im Jahr 1996, verwirklichte er im alpinen Stil ohne Gebrauch von zusätzlichem Sauerstoff.
Im Jahr 1988 gehörte er zu den Gründungsmitgliedern der internationalen Vereinigung Mountain Wilderness, für die er seit 1993 international Verantwortlicher ist, und er organisierte die Aktion Free K2, die Beseitigung von Tonnen Abfalls früherer Expeditionen.
Er war auch für verschiedene humanitäre Initiativen in Nepal und anderswo unterwegs. Er ist Umweltschützer und Naturfotograf und hat eine Sammlung von ca. 15.000 Dias, von denen einige in verschiedenen europäischen Städten gezeigt wurden.

## Achttausender
- 1983 K2 (8611 m)
- 1985 Makalu (8465 m)
- 1986 Nanga Parbat (8125 m)
- 1986 Annapurna (8091 m)
- 1987 Gasherbrum II (8035 m)
- 1988 Shishapangma (8013 m)
- 1988 Cho Oyu (8201 m)
- 1989 Dhaulagiri (8167 m)
- 1990 Manaslu (8163 m)
- 1993 Broad Peak (8047 m)
- 1994 Gasherbrum I (8068 m)
- 1996 Mount Everest (8848 m)
- 1998 Kangchendzönga (8586 m)

## Nicht anerkannte Achttausender
- 1997 Lhotse (8516 m)[1]

## Weitere Gipfelerfolge
- 1979 Mount Kenya (5199 m)
- 1981 Pik Korschenewskaja (7105 m)
- 1984 Denali (6190 m)
- 2003 Noshak (7492 m)